# Abbaye cistercienne de Hradiště
L’abbaye de Hradiště (ou monastère de Hradiště nad Jizerou) était une abbaye cistercienne du nord de la République tchèque (District de Mladá Boleslav), à Klášter Hradiště nad Jizerou. Elle a été l'une des premières cibles des hussites en 1420.

## Histoire
Les pères cisterciens auraient repris à Hradiště un monastère bénédictin plus ancien. Le monastère a été fondé soit en 1145 (d'après les annales cisterciennes), soit en 1177 (d'après les chroniques de l'abbaye de Plasy Tilia Plassensis), comme antenne de l'abbaye de Plasy, dans le cadre de la filiation de l'abbaye-mère de Morimond, via l'abbaye d'Ebrach et l'abbaye de Langheim. L'initiative de cette fondation doit sans doute être attribuée aux seigneurs de la région, les comtes de Marquart. 
Le premier abbé connu est associé à l'année 1184 : un certain Thidricus. Les possessions de la congrégation s'accroissent à mesure que le défrichement médiéval progresse. Au XIIIe siècle, plusieurs villages ont déjà pris naissance autour de ce monastère et dès le début du XVe siècle, « Klášter Hradiště » est l'un des principaux foyers économiques de Bohême septentrionale. Un diplôme de 1400, l’Urbarium, attribue à ce domaine ecclésiastique 112 villages et fermes. Parvenue à l'apogée de son rayonnement, l'abbaye subit de plus en plus de critiques d'ordre moral : ses moines sont accusés d'avoir, par des prodiges, poussé la population à leur faire des dons personnels.
En 1404-1405, une requête en interdiction est soumise à l'archevêque de Prague, et le réformateur tchèque Jan Hus, qui dans ses prêches dénonçait la dépravation des moines de Hradiště, fait partie du tribunal. Au début des guerres hussites, l'abbaye est attaquée et incendiée le 30 avril 1420 par les Orebites. Les moines trouvent refuge au château fort de Bezděz. Le monastère est laissé en ruine, et ses terres sont redistribuées ; la congrégation ne sera jamais reconstituée. En 1556, Jiří von Labouň rachète les terres et fait édifier un château à l'emplacement de l'abbaye. En 1852, le château est remplacé par une brasserie, reconstruite après un incendie survenu en 1869 ; en 1921, ce qui reste des ruines est déblayé.

## Bâtiments et dépendances

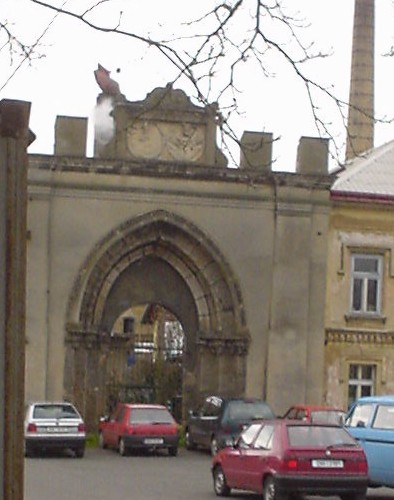
Grande porte de l'abbatiale.

Le monastère a été édifié sur un piton rocheux abrupt de tous côtés sauf au nord, ce qui est rare chez les cisterciens (cf. abbaye de Disibodenberg ou abbaye de Wörschweiler). Côté nord (sans doute à l'emplacement d'un édifice antérieur), une église a été reconstruite en 1560. Son portail monumental, sur la façade sud, remonte à l'ancienne abbatiale de 1230. Il présente des motifs gothiques à ornementation florale. Le portail nord de l'abbatiale est attribué au même maître tailleur de pierre. L'abbatiale était longue de 75 m, mais il n'en subsiste que quelques vestiges. Il y a, sous le chœur à l'est, une crypte comportant deux arcs, qui suit la pente du massif rocheux. Du chœur lui-même, il ne subsiste que la face nord, percée d'une baie romane. Des appartements ont été annexés à l'aile sud. Le nouveau chœur, reconstruit selon les nouveaux canons moraves, est un déambulatoire rectangulaire semblable à celui des abbayes de Georgenthal, de Riddagshausen, d'Ebrach ou de l'abbaye de Dore en Angleterre ; cela était sans doute aussi une référence à l'architecture de la seconde abbatiale de Morimond. Le transept s'étendait de part et d'autre du chœur en une travée unique ; il ne subsiste qu'une partie du mur du transept nord, percé d'une baie romane. La nef et ses deux collatéraux comptaient six travées ; il n'est plus possible d'en déchiffrer le plan au sol. La clôture était à droite (au sud) de l'église.

## Personnalités
- Le philosophe Hieronymus Hirnhaim (1637-1679) y est mort.

## Voir également
- Site web de Certosa di Firenze